# Sprachen in der Sowjetunion
Unter den Sprachen in der Sowjetunion waren hunderte Sprachen und Dialekte aus verschiedenen Sprachfamilien.
1918 wurde verfügt, dass alle Nationalitäten in der Sowjetunion (UdSSR) in ihrer Muttersprache unterrichten dürfen. Es wurde je nach Sprache das kyrillische, das lateinische oder das arabische Alphabet verwendet. Nach 1937 benutzten alle Sprachen, die ab 1917 das kyrillische Alphabet eingeführt hatten, dieses Alphabet. So war es für Sprachminderheiten einfacher, Russisch und ihre Muttersprache schreiben zu lernen. 1960 wurden die Ausbildungsgesetze geändert und Russisch wurde zur dominanten Sprache in der Ausbildung.

## Verbreitung und Status

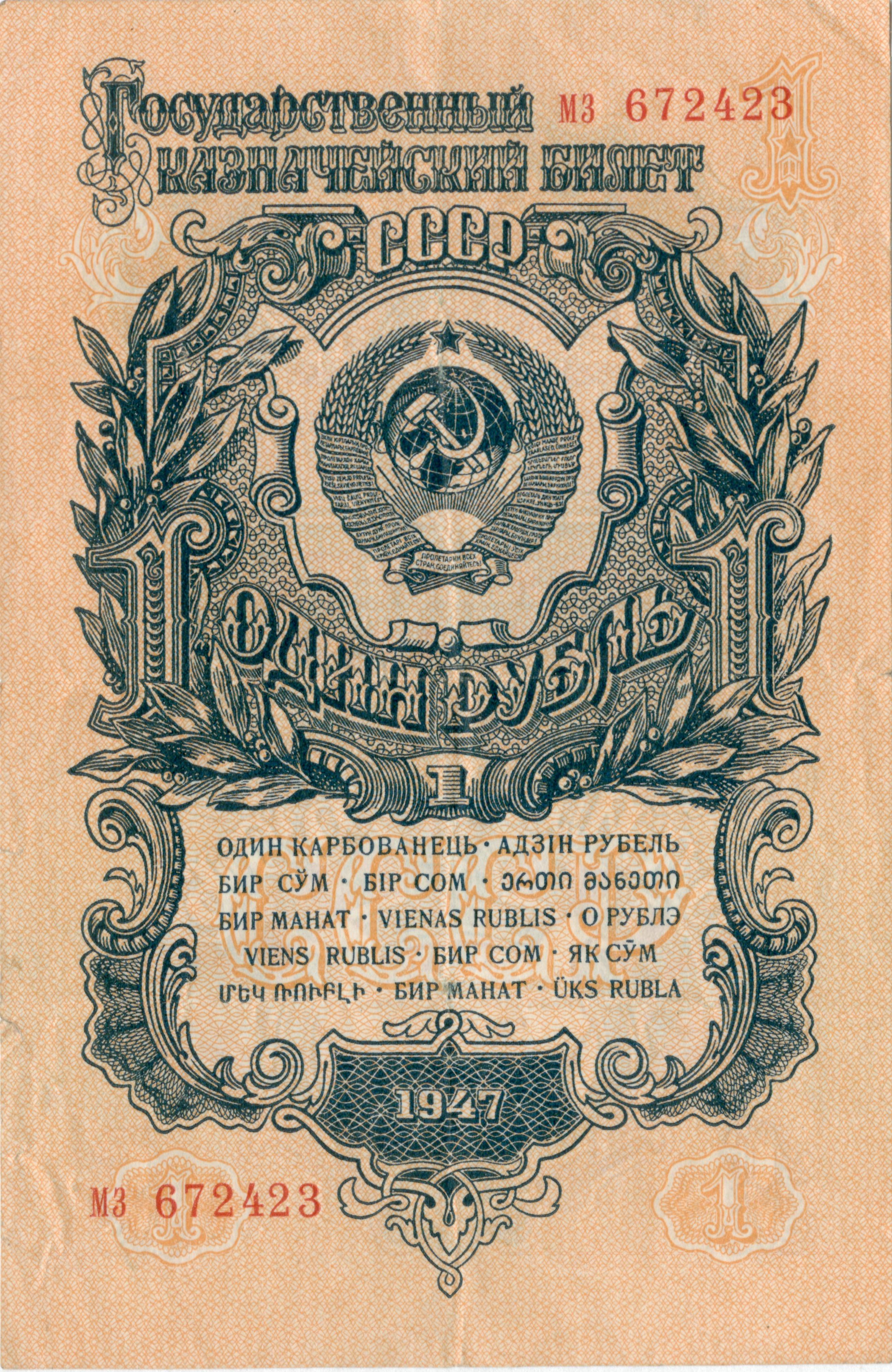
1-Rubelschein von 1947 (Ausgabe von 1957), beschriftet in 15 Sprachen: Один рубль (Russisch), Один карбованець (Ukrainisch), Адзін рубель (Belarussisch), Бир сўм/Bir so‘m (Usbekisch), Бiр сом (Kasachisch), ერთი მანეთი /Erti maneti/ (Georgisch), Бир Манат/Bir Manat (Aserbaidschanisch), Vienas rublis (Litauisch), О рублэ/O rublă (Moldauisch), Viens rublis (Lettisch), Бир Сом (Kirgisisch), Як сўм (Tadschikisch), Մեկ ռուբլի/Mek rrubli/ (Armenisch), Бир Манат/Bir Manat (Turkmenisch), Üks rubla (Estnisch)

Die UdSSR war ein mehrsprachiger Staat, in dem über 120 einheimische Sprachen gesprochen wurden. Ostslawische Sprachen (Russisch, Belarussisch und Ukrainisch) dominierten im europäischen Teil der Sowjetunion, während die baltischen Sprachen (Litauisch und Lettisch) und die ostseefinnische Sprache Estnisch in den baltischen Gebieten genutzt wurden. Im Kaukasus wurden Armenisch, Aserbaidschanisch und Georgisch gesprochen. Im Norden Russlands wurden von Minderheiten verschiedene uralische Sprachen gesprochen.
Nach der Verfassung der UdSSR war es verboten, Personen wegen ihrer Sprache zu diskriminieren. Der De-facto-Status der Sprachen war jedoch unterschiedlich.
Die UdSSR hatte die meiste Zeit offiziell keine Amtssprache. Russisch war als die Sprache zur Kommunikation zwischen den Völkern (russisch язык межнационального общения) definiert und erfüllte de facto die Rolle einer Amtssprache.
Einen anderen Status hatten die Sprachen der vierzehn anderen Unionsrepubliken. Sie spielten, anders als Russisch, nur eine kleine Rolle auf nationaler Ebene (sie waren z. B. auf dem Staatswappen und auf den Banknoten zu sehen). Ihr tatsächlicher Gebrauch variierte von Republik zu Republik.
Den Autonomen Sozialistischen Sowjetrepubliken und anderen Gebieten der UdSSR fehlte die offizielle Autonomie, und ihre Sprachen waren augenscheinlich nicht präsent auf nationaler Ebene (und oft nicht einmal in den städtischen Gebieten der Republiken selbst). Sie waren unterschiedlich präsent in der Ausbildung.
Einige Sprachen mit wenigen Sprechern, z. B. Livisch, wurden weder in der Ausbildung noch in Veröffentlichungen verwendet.
Verschiedene Sprachen anderer Nationen, wie Deutsch, Koreanisch oder Polnisch, wurden in größeren Gemeinschaften in der UdSSR gesprochen und waren in manchen Fällen präsent in der Ausbildung und in Veröffentlichungen, obwohl sie nicht als Sowjetsprache betrachtet wurden. Auf der anderen Seite war Finnisch, das nicht als Sprache der UdSSR betrachtet wird, eine Amtssprache in Karelien. Auch Jiddisch und Romani waren anerkannte Sowjetsprachen.